# 飯吉新
飯吉 新（いいよし あらた）は、ゲームミュージックの作曲家。
東京ミュージック＆メディアアーツ尚美を卒業後、コナミデジタルエンタテインメントの音楽ゲームブランド「BEMANIシリーズ」のゲーム（『beatmania IIDX』や『pop'n music』）にて、主に「S.S.D.FANTASICA」（エス・エス・ディー・ファンタジカ）名義を使用して楽曲製作を行う。また、任天堂の『ポケモン不思議のダンジョン』シリーズや『大乱闘スマッシュブラザーズX』にも楽曲を提供している。
なお、「SSD」とは公式サイト名でもある「SHIN SOUND DESIGN」の略である。

## BEMANIシリーズでの主な楽曲（監修含む）
- beatmania IIDX（アーケード、PlayStation 2）
  - BALLAD THE FEATHERS（13 DistorteD//S.S.D.FANTASICA feat.Naomi Koizumi名義）
  - 花吹雪〜IIDX LIMITED〜（14 GOLD//S.S.D.FANTASICA feat.ユッコ名義/pop'n music 17 THE MOVIEへも収録）
  - JOURNEY TO "FANTASICA"(IIDX LIMITED)（15 DJ TROOPERS//S.S.D.FANTASICA feat.EMI with ARATA名義）
  - BRIDAL FESTIVAL !!!（16 EMPRESS//S.S.D. with ななっち名義）
  - Claiomh Solais（PS2版 15 DJ TROOPERS//DJ Yoshitaka VS S.S.D.名義）
  - かずあそび（17 SIRIUS//CULTVOICE by S.S.D.PRODUCTS名義）
  - BLUST OF WIND（18 Resort Anthem//Anemo=Aspel by MLREC.名義）
  - BROKEN EDEN（18 Resort Anthem//MYTHOLOGIA by MLREC.名義）
  - かげぬい ～Ver.BENIBOTAN～（18 Resort Anthem//CULTVOICE by S.S.D.PRODUCTS名義）
  - A MINSTREL～ver.short-scape～（19 Lincle//KANTASIA by S.S.D. PRODUCTS名義）
  - ユミル（19 Lincle//MYTHOLOGIA by MLREC.名義）
- pop'n music（アーケード）
  - 儚きは我が決意（15 ADVENTURE//臨界点パニック名義/アレンジ担当）
  - 怒れる大きな白い馬 ～S.S.D.の役～（18 せんごく列伝//M.B.D. Rmx by S.S.D.名義/同曲のリミックス）
  - SAMBA de ASPEL（19 TUNE STREET//Anemo=Aspel by MLREC.名義）
- REFLEC BEAT
  - 少女小景再妙録　～影～（CULTVOICE by S.S.D. PRODUCTS名義）
  - ツキミチヌ(limelight//CULTVOICE by S.S.D. PRODUCTS名義)
  - TAKE THE FUN(colette//Anemo=Aspel by MLREC.名義)
  - Round!(colette//WESTERENA by MLREC.名義)
  - アエル(悠久のリフレシア//S.S.D.FANTASICA名義)
- CARDINAL GATE Con.clusion[1]
  - 華蝶風雪（ロングバージョンアレンジ担当）
  - CONTRACT（ロングバージョンアレンジ担当）
  - Ganymede（ロングバージョンアレンジ担当）
  - 嘆きの樹（ロングバージョンアレンジ担当）

## スマッシュブラザーズXでの主な楽曲
『大乱闘スマッシュブラザーズX』（Wii）にて、一部楽曲の編曲を担当。
- WHITE LAND - 原曲は『F-ZERO』より。
- 地上界 - 原曲は『光神話 パルテナの鏡』より。
- 闇の世界 - 原曲は『ゼルダの伝説 神々のトライフォース』より。

## ポケモンシリーズでの担当作品
- ポケモン不思議のダンジョン 救助隊シリーズ
  - 青の救助隊（ニンテンドーDS）
  - 赤の救助隊（ゲームボーイアドバンス）
- ポケモン不思議のダンジョン 探検隊シリーズ
  - 闇の探検隊（ニンテンドーDS）
  - 時の探検隊（ニンテンドーDS）
  - 空の探検隊（ニンテンドーDS）

## ニンジャラでの主な楽曲
ARATA IIYOSHI ( SHIN SOUND DESIGN ) 名義にて、作曲を担当。
- far east fighters
- dancing in the jewelry
- Spy is coming!!!
- Heatin' Beatin' Heart
- rock the street!

## 作曲・監修以外の活動
BEMANIでの作詞ではコトノネプロジェクトでクレジットされている。
- CAPTIVATE 2 ～覚醒～（beatmania IIDX 16 EMPRESS/DJ Yoshitaka/作詞を担当）
- I'm Screaming Love（beatmania IIDX 16 EMPRESS/Creative Life/作詞を担当）
- NEW SENSATION -もう、あなたしか見えない-(17 SIRIUS/SUPER HEROINE 彩香-AYAKA-/作詞を担当)
- コスモス (17 SIRIUS/TSU-NA/作詞を担当)
- NoN-Fiction Story! (17 SIRIUS/Creative Life/作詞を担当)
- プリズム（pop'n music 17 THE MOVIE/SE-NA☆ from 4C-STATE名義/作詞を担当）
- ALL MY HEART -この恋に、わたしの全てを賭ける-(jubeat knit//SUPER HEROINE 彩香-AYAKA-/作詞を担当)
- He is my only star(REFLEC BEAT/SUPER HEROINE 彩香-AYAKA-/作詞を担当)
- SHION（pop'n music 19 TUNE STREET original soundtrack/DJ YOSHITAKA/LONGバージョンの作詞・アレンジを担当）